# 香套湖
香套湖是一个位于中国江苏省宿迁市的淡水湖，面积约为2.29平方千米，属于淮河区。它的一级流域为淮河流域，二级流域为淮河干流水系。